# Чудов, Михаил Семёнович
Михаил Семенович Чудов (5 [17] сентября 1893 — 30 октября 1937) — российский революционер, советский партийный и государственный деятель.

## Биография
Михаил Семенович Чудов родился 17 сентября 1893 года в деревне Хонеево Бежецкого уезда Тверской губернии. Работал рабочим-печатником в Петербурге. В РСДРП(б) вступил в 1913 году.
Участвовал в Февральской и Октябрьской революциях 1917 года. В 1918—1920 годах — председатель Бежецкого укома партии и уисполкома. С 1920 председатель Тверского губисполкома, секретарь губкома РКП(б), секретарь окружкома в Ростове-на-Дону, Северо-Кавказского крайкома ВКП(б).
9 апреля 1921 в Твери заключает брак с Ольгой Алексеевой Назаровой уроженкой Тверской губернии, Корчевского уезда, Федоровской волости (фамилия после замужества Назарова-Чудова, возраст на момент брака 21 год).
В 1928—1936 — 2-й секретарь Ленинградского обкома партии (первый секретарь — С. М. Киров). Делегат 11—17-го съездов ВКП(б). Кандидат в члены ЦК РКП(б) (1923—1925), член ЦК ВКП(б) (1925—1937). Был членом ВЦИК, ЦИК СССР.
Репрессирован, расстрелян. Также была репрессирована и расстреляна и жена Чудова — Л. К. Шапошникова. Реабилитированы посмертно.

## Память
- В 1967 году именем Чудова названа улица в Бежецке.
- В 1977 году именем Чудова названа улица в Твери (бывшая Набережная реки Волги).